# Неграр ди Валопличела
Неграр ди Валопличела (итал. Negrar di Valpolicella) је насеље у Италији у округу Верона, региону Венето.
Према процени из 2011. у насељу је живело 6464 становника. Насеље се налази на надморској висини од 184 м.

## Становништво
Према резултатима пописа становништва 2011. у општини је живело 16.935 становника.
| 1931. | 1936. | 1951. | 1961. | 1971. | 1981.  | 1991.  | 2001.  | 2011.  |
| ----- | ----- | ----- | ----- | ----- | ------ | ------ | ------ | ------ |
| 7.508 | 7.472 | 8.448 | 8.346 | 8.633 | 10.773 | 13.158 | 16.184 | 16.935 |